# Le Deuil de la famille
 (août 2014).
Si vous disposez d'ouvrages ou d'articles de référence ou si vous connaissez des sites web de qualité traitant du thème abordé ici, merci de compléter l'article en donnant les références utiles à sa vérifiabilité et en les liant à la section « Notes et références ».
Le Deuil de la famille (Death of the Family) est un comic book américain écrit par Scott Snyder et Greg Capullo, sorti en 2012 chez Urban Comics. C'est la suite de Batman : La Cour des hiboux et Batman : La Nuit des hiboux.    

## Publication
L'arc narratif s'étale sur 23 numéros couvrant plusieurs titres liés à des personnages de la "Batman Family" : Batman, Batgirl, Batman and Robin, Catwoman, Detective Comics, Nightwing, Red Hood and the Outlaws, Suicide Squad et Teen Titans.    
L'histoire voit le retour de la Némésis de Batman, le Joker, et de son plan pour détruire tous les gens proches de Batman. Le titre est une référence à l'arc narratif de 1988, Un Deuil dans la Famille, dans lequel le Joker assassine Jason Todd.    
Le Deuil de la Famille fut suivi en 2014 par "Endgame" (traduit en français sous le titre "Mascarade"). Dans cet arc, le Joker revient pour se venger de Batman qui a rejeté leur relation. Snyder le décrit comme le chapitre de conclusion à son histoire du Joker.    

## Synopsis
Le Joker réapparaît après une absence d'un an à Gotham City. Il compte détruire non seulement Batman, mais également tout son entourage, du commissaire Gordon jusqu'à Alfred, son fidèle majordome...

## Personnages
- Batman/Bruce Wayne : pendant l'année passée, il a découvert toute l'histoire du Joker.
- Le Joker : juste avant son départ, il s'est fait scalper le visage par le taxidermiste.
- Alfred Pennyworth : fidèle majordome de Batman, Il se fait enlever par le Joker.
- Nightwing/Dick Grayson : il est enlevé par le Joker avec toute la famille (Batgirl, Red Robin, Robin et Red Hood.)
- James Gordon : commissaire de police de Gotham, il est attaqué par le Joker dans le commissariat, puis blessé par le poison de ce dernier.
- Harley Quinn : La petite amie du Joker. Déguisée en Red Hood, elle doit faire chuter Batman dans une cuve de déchets toxiques à Ace Chemicals.

## Séries associées

### Prélude
- Batgirl #13. Scénario de Gail Simone et dessins de Ed Benes. (Octobre 2012).
- Catwoman #13. Scénario de Ann Nocenti et dessins de Rafa Sandoval. (Octobre 2012).

### Arc principal
- Batman #13-17. Scénario de Scott Snyder, James Tynion IV et dessins de Greg Capullo, Jock. (Octobre 2012 - Février 2013).

### Tie-ins
- Batgirl #14-16. Scénario de Gail Simone et dessins de Ed Benes, Daniel Sampere. (Novembre 2012 - Janvier 2013).
- Catwoman #14. Scénario de Ann Nocenti et dessins de Rafa Sandoval. (Novembre 2012).
- Suicide Squad #14-15. Scénario de Adam Glass et dessins de Fernando Dagnino. (Novembre 2012 - Décembre 2012).
- Batman and Robin #15-16. Scénario de Peter J. Tomasi et dessins de Patrick Gleason. (Novembre 2012 - Janvier 2013).
- Detective Comics #15-16. Scénario de John Layman et dessins de Jason Fabok. (Novembre 2012 - Janvier 2013).
- Nightwing #15-16. Scénario de Kyle Higgins et dessins de Eddy Barrows. (Novembre 2012 - Janvier 2013).
- Red Hood and the Outlaws #15-16. Scénario de Scott Lobdell et dessins de Timothy Green II. (Novembre 2012 - Janvier 2013).
- Teen Titans #15-16. Scénario de Scott Lobdell, Fabian Nicieza et dessins de Brett Booth. (Novembre 2012 - Janvier 2013).

## Ventes
"Le Deuil de la Famille" fut un succès au niveau des ventes, avec les numéros apparaissant régulièrement dans les meilleures ventes mensuelles lors de leurs sorties. Batman était toujours la série la plus vendue, surpassant l'autre série présente dans les meilleures ventes, Detective Comics, d'approximativement 45 000 unités,. Batman #14 fut la plus grosse vente, avec 159 744 unités écoulées en Novembre 2012, et apparaissant à la deuxième place des tableaux des ventes, derrière le premier numéro de All New X-Men (181 710 unités).